# Drassodes rostratus
Drassodes rostratus är en spindelart som beskrevs av Sergei L. Esyunin och Tatiana Konstantinovna Tuneva 2002. Drassodes rostratus ingår i släktet Drassodes och familjen plattbuksspindlar. Inga underarter finns listade i Catalogue of Life.